# 篠原千佳
篠原 千佳（しのはら ちか、1976年4月28日 - ）は、日本の女性声優。以前はネクシードに所属していた。山口県出身。

## 出演作品

### 吹き替え
- アイス・クエイク
- アメイジング・ワールド
- アメイジング・ワールド/勇士の帰還
- アメリカン・エネミーズ
- アメリカン・ソルジャーズ2
- アラームフォー・コブラ11（カトリン）
- アルマゲドン2008
- アルマゲドン2011（中尉）
- インファナル・シティ/女捜査官サンドラ
- 陰謀の報酬
- エアポート/タービュランス
- エスパー
- オーシャンズ・オデッセイ（ヤナ）
- シティ・オン・ファイアー
- スイート・ライフ オン・クルーズ（クロエ）
- スペシャル・ユニット GSG-9 対テロ特殊部隊（ソフィア）
  - スペシャル・ユニット GSG-9 対テロ特殊部隊シーズン2（ソフィア）
- 必殺処刑人
- 必殺処刑人 リベンジ
- ブラック・レイド　COBRA 11 SPECIAL（カトリン）
- ベルベット・スパイダー
- ボーンキッカーズ 考古学調査班
- ボトム・ダウン
- ミスコン殺人事件（ニッキー）
- 名探偵モンク
- ラストヒットマン

### アニメ
- さよならみどりが池（チュン平）
- 陸奥圓明流外伝 修羅の刻（看板娘）

### ドラマCD
- Astral（須玉明（幼少期））
- 安倍晴明〜飛天の妙（煌子）
- 安倍晴明〜わだつみの妙（わだつみ姫）
- スイートドラゴン③（南田輪子）
- リンの童話館〜ぴぃたぁぱんを探して〜（ジョージ）

### ゲーム
- スーパーエアコンバット（カーム）
- 大戦略センチュリオン（師団長オペレータ）
- 人類捜査☆桿ポニ（チコ、ラスボス）
- 龍が如く（女子高生）

### ナレーション
- コロコロイチバン!DVD付録（マリオ最新ゲームDVD大百科、3大人気ゲームぶっとびDVD、毛糸のカービィ スーパーマリオギャラクシー2 ポケモンB・Wスペシャル、イナズマイレブン必殺技クイズDVD）

### 舞台
- ｢新婚やぶれかぶれ｣ジェームス三木演出
- ｢結婚という冒険｣
- ｢言霊の樹｣